# Noodkachel

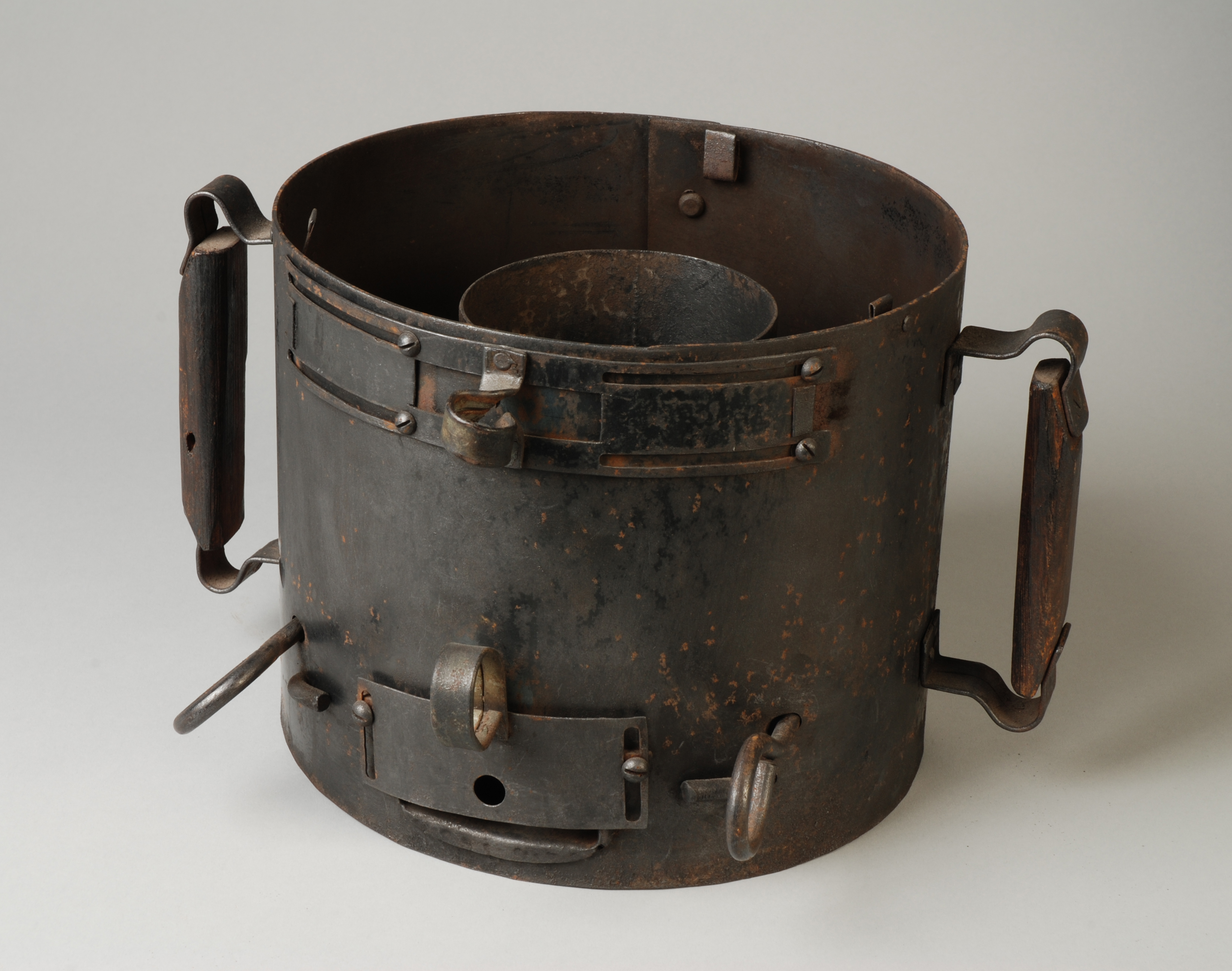
Noodkachel van geklonken pijp en plaatijzer, collectie Museum Rotterdam

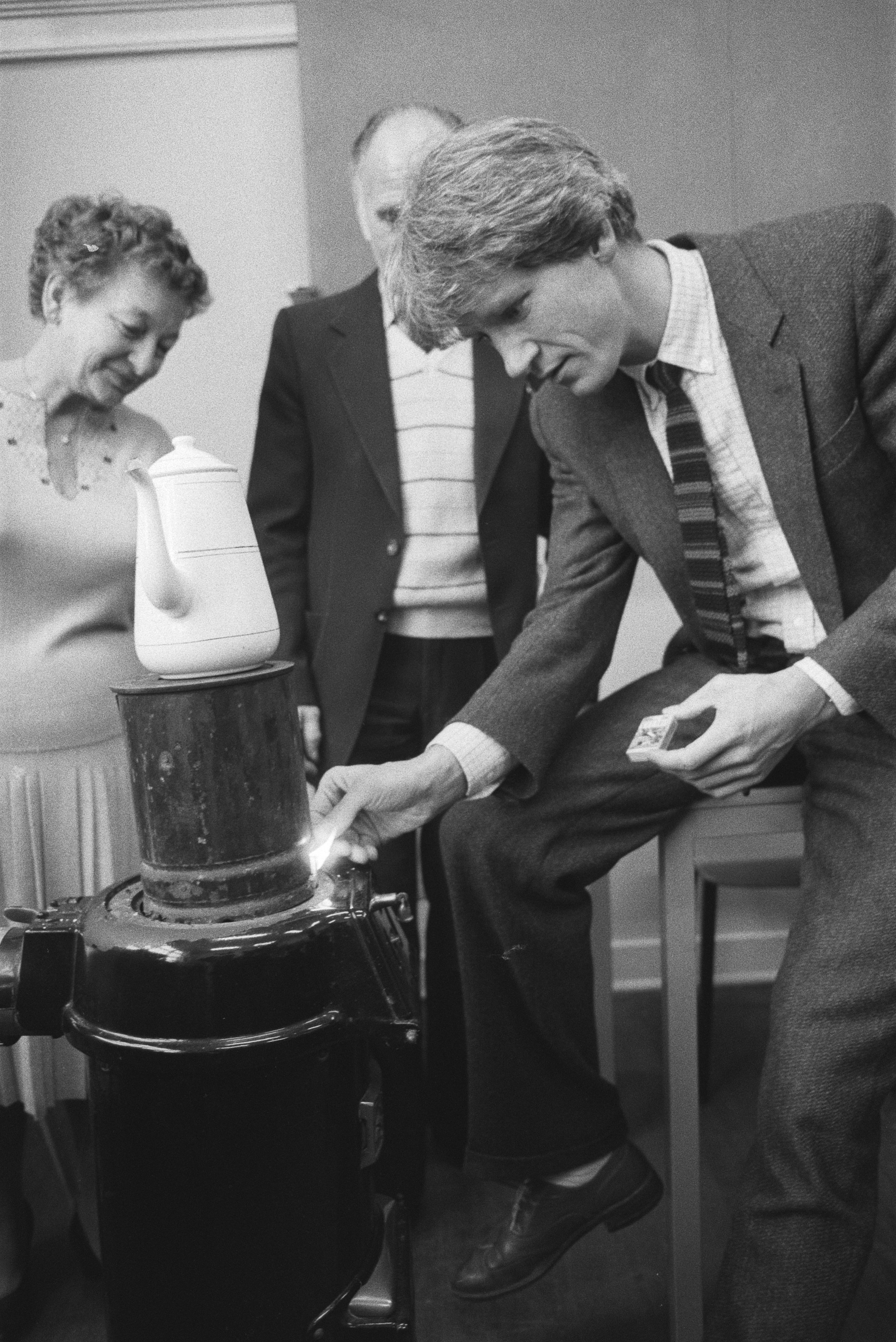
Gerrit Jan Wolffensperger ontsteekt een noodkachel bij de opening van een Verzetstentoonstelling in Amsterdam in 1984

Een noodkachel of wonderkachel was een provisorisch kooktoestel dat tijdens  de hongerwinter in de Tweede Wereldoorlog in Nederland in gebruik was om eten mee op te warmen en te koken. Daarnaast gaf het kacheltje ook enigszins warmte in de kamer. Van bijvoorbeeld een oud conservenblik met een gat onderin werd een kacheltje gemaakt waarin men takjes of houtsnippers verbrandt.  